# Степанки (колійний пост)
Степанки́ — колійний пост Шевченківської дирекції Одеської залізниці.
Розташований поблизу села Степанки, Черкаський район, Черкаської області на лінії Імені Тараса Шевченка — Золотоноша I між станціями Білозір'я (3 км) та Черкаси (12 км).
На платформі зупиняються приміські електропоїзди.